# Wiktor Putiatin
Wiktor Pawłowycz Putiatin (ukr. Віктор Павлович Путятін, ros. Виктор Павлович Путятин, Wiktor Pawłowicz Putiatin; ur. 12 września 1941 w Charkowie, zm. 2 listopada 2021 w Kijowie) – ukraiński florecista reprezentujący ZSRR, dwukrotny medalista olimpijski i wielokrotny medalista mistrzostw świata.
Na igrzyskach olimpijskich w Meksyku w 1968 roku reprezentacja ZSRR w składzie: Jurij Sisikin, Wiktor Putiatin, Wasyl Stankowycz, Jurij Szarow i Gierman Swiesznikow zdobyła drużynowo srebrny medal. W zawodach indywidualnych zajął dziewiąte miejsce. Na rozgrywanych cztery lata później igrzyskach olimpijskich w Monachium wspólnie z Władimirem Dienisowem, Anatolijem Kotieszewem, Leonidem Romanowem i Wasylem Stankowyczem zdobył kolejny srebrny medal. Indywidualnie nie startował.
Podczas mistrzostw świata w Paryżu w 1965 roku razem z Markiem Midlerem, Giermanem Swiesznikowem, Jurijem Rudowem i Jurijem Sisikinem zdobył złoty medal w zawodach drużynowych. W konkurencji tej zdobywał też złote medale na mistrzostwach świata w Moskwie (1966), mistrzostwach świata w Hawanie (1969) i mistrzostwach świata w Ankarze (1970), srebrny na mistrzostwach świata w Montrealu (1967) oraz brązowy na mistrzostwach świata w Wiedniu (1971). Ponadto w 1967 roku zdobył złoty medal w turnieju indywidualnym, a rok wcześniej był trzeci, plasując się za Giermanem Swiesznikowem i Francuzem Jean-Claude’em Magnanem.
Był dwukrotnym medalistą letniej uniwersjady w Budapeszcie (1965). W 1967 roku otrzymał order Zasłużonego Mistrza Sportu Związku Radzieckiego. Został również odznaczony Orderem Czerwonego Sztandaru Pracy.
Po zakończeniu kariery pracował jako trener szermierki we Włoszech. W latach 1980–1984 był członkiem Komitetu Wykonawczego Międzynarodowej Federacji Szermierczej.